# Hoét ngực đen
Turdus dissimilis là một loài chim trong họ Turdidae.